# Emanuel Buchmann
Emanuel Buchmann (* 18. November 1992 in Ravensburg) ist ein deutscher Radrennfahrer. In der Gesamtwertung der Tour de France 2019 belegte er den vierten Platz. Er wurde 2015 und 2023 Deutscher Straßenmeister.

## Sportliche Karriere
2010 belegte Emanuel Buchmann Rang drei bei der Flandern-Rundfahrt der Junioren. 2014 errang er den Titel des deutschen Bergmeisters in der Klasse der U23 und entschied die Gesamtwertung der Rad-Bundesliga sowie eine Etappe der Rundfahrt Okolo Jižních Čech für sich, bei der er auch Dritter in der Gesamtwertung wurde. Zudem wurde er 2014 Siebter der Tour de l’Avenir sowie jeweils Achter der Mzansi Tour und der Tour d’Azerbaïdjan.
Im Jahr 2015 schloss sich Buchmann dem Professional Continental Team Bora-Argon 18 an, das ab der Saison 2017 eine Lizenz als UCI WorldTeam erhielt. Er gewann zusammen mit seinen Mannschaftskollegen das Mannschaftszeitfahren zum Auftakt des Giro del Trentino. Bei der World-Tour-Rundfahrt Critérium du Dauphiné erreichte er auf der Königsetappe das Ziel gemeinsam mit Tour-de-France-Vorjahressieger Vincenzo Nibali, der als Gesamtführender in die Etappe gestartet war. Bei den deutschen Straßenmeisterschaften errang er nach einer Solo-Attacke wenige Kilometer vor dem Ziel den Titel des deutschen Straßenmeisters der Elite vor Nikias Arndt. Im selben Jahr wurde Buchmann erstmals von seinem Team für die Tour de France nominiert. Dabei belegte er auf der elften Etappe, in deren Verlauf die Strecke über den Col du Tourmalet führte, Rang drei.
2016 erreichte Buchmann zu Beginn des Jahres einen achten Platz in der Gesamtwertung des Giro del Trentino, bei der Dauphiné-Rundfahrt wurde er bei seiner zweiten Teilnahme 20. der Gesamtwertung. Das Ziel, die Tour de France 2016 unter den besten 20 abzuschließen, verpasste er als 21. knapp. Im selben Jahr wurde er 14. im Straßenrennen der Olympischen Spiele in Rio de Janeiro.
Die Tour de Romandie 2017 schloss Buchmann als Zehnter der Gesamtwertung ab, nachdem er auf der Königsetappe der Rundfahrt den dritten Platz belegt hatte. Bei der anschließenden Tour of the Alps belegte er Platz sieben. Beim Critérium du Dauphiné 2017 wurde er Gesamtwertungssiebter und gewann die Nachwuchswertung. Nach dem Ausschluss von Peter Sagan und der sturzbedingten Aufgabe von Rafał Majka rückte er bei der Tour de France 2017 in die Rolle des Kapitäns seines Teams Bora-hansgrohe auf und wurde Gesamtfünfzehnter.
2018 kam Buchmann bei fünf World-Tour-Rundfahrten unter die ersten Zehn: Er wurde Zehnter der Abu Dhabi Tour, Vierter der Baskenland-Rundfahrt, Neunter der Tour de Romandie, Sechster des Critérium du Dauphiné und Siebter der Polen-Rundfahrt. Auf die Tour de France 2018 verzichtete er zugunsten eines Starts als Kapitän bei der Vuelta a España, wo er Zwölfter der Gesamtwertung wurde.
Buchmann gewann als Solist zu Beginn der Saison 2019 mit der Trofeo Andratx-Lloseta sein erstes internationales Eintagesrennen, nachdem er 20 Kilometer vor dem Ziel angegriffen hatte. Am Tag darauf wurde er bei der Trofeo de Tramuntana Zweiter. Die anschließende UAE Tour, ein Etappenrennen der WorldTour, schloss er als Vierter der Gesamtwertung ab. Bei der Baskenlandrundfahrt gewann er die bergige 5. Etappe und damit sein erstes Rennen der WorldTour. Hierdurch übernahm er die Gesamtführung von seinem Teamkollegen Maximilian Schachmann, fiel am Schlusstag nach einem Angriff einer Gruppe um den bis dahin Gesamtzweiten Ion Izagirre ca. 60 Kilometer vor dem Ziel aber noch auf Rang drei zurück. Auch beim Critérium du Dauphiné belegte Buchmann den 3. Gesamtrang.
Bei der anschließenden Tour de France 2019 wurde Buchmann bei den Bergankünften am Col du Tourmalet sowie in Foix jeweils Vierter und beendete auch die Rundfahrt auf dem vierten Platz in der Gesamtwertung. Dies war das beste Ergebnis eines deutschen Fahrers bei der Tour de France seit 2006, als sich Andreas Klöden auf Rang zwei platzierte.
Die Saison 2020 begann Buchmann mit einem Sieg bei der Trofeo Serra de Tramuntana als Solist aus einer kleinen Spitzengruppe heraus. Zur Vorbereitung der Tour de France 2020 bestritt er das Critérium du Dauphiné, musste die Rundfahrt auf Rang drei der Gesamtwertung nach einem schweren Sturz aufgeben. Aufgrund der Sturzfolgen konnte er bei der anschließenden Tour de France sein Ziel einer Podiumsplatzierung nicht weiter verfolgen.
Nach einem schwächeren Beginn des Giro d’Italia 2021, attackierte Buchmann auf der von Schotterpassagen geprägten 11. Etappe aus der Gruppe der Favoriten an und nur der Gesamtführende Egan Bernal konnte ihm folgen. Hierdurch verbesserte er sich auf Platz 6 der Gesamtwertung, musste das Rennen aber auf der 15. Etappe nach einem schweren Sturz aufgeben. Den Giro d’Italia 2022 beendete er als Siebter – die beste Platzierung eines deutschen Rennfahrers beim Giro d’Italia seit dem fünften Rang von Dietrich Thurau 1983 – und war dabei einer der Helfer des Gesamtsiegers Jai Hindley.
Bei den Deutschen Meisterschaften 2023 wurde Buchmann nach langer Flucht, darunter 75 Kilometer als Solist, Titelträger im Straßenrennen. Bei der Tour de France 2023 verhalf er seinem Teamkollegen Jai Hindley dabei das Gelbe Trikot auf der 4. Etappe zu übernehmen. Buchmann selbst beendete seine siebte Tour de France auf dem 21. Gesamtrang, ehe er 20. der Vuelta a España 2023 wurde. Im selben Jahr wurde er zum zweiten Mal deutscher Straßenmeister. Im Juni 2024 erlitt er auf der zweiten Etappe der Tour de Suisse einen Sturz und brach sich ein Schlüsselbein und das Becken.
Zur Saison 2025 wechselte Buchmann nach zehn Jahren Zugehörigkeit zum Team Bora-hansgrohe zum französischen Team Cofidis.

## Erfolge
2014
- Deutscher Meister – Berg (U23)
- eine Etappe Okolo Jižních Čech

2015
- Mannschaftszeitfahren Giro del Trentino
- Deutscher Meister – Straßenrennen

2017
- Nachwuchswertung Critérium du Dauphiné

2019
- Trofeo Andratx-Lloseta
- eine Etappe Baskenland-Rundfahrt

2020
- Trofeo Serra de Tramuntana

2023
- Deutscher Meister – Straßenrennen

## Wichtige Platzierungen
| Grand Tour            | 2015 | 2016 | 2017 | 2018 | 2019 | 2020 | 2021 | 2022 | 2023 | 2024 | 2025 |
| --------------------- | ---- | ---- | ---- | ---- | ---- | ---- | ---- | ---- | ---- | ---- | ---- |
| Giro d’ItaliaGiro     | –    | –    | –    | –    | –    | –    | DNF  | 7    | –    | –    | –    |
| Tour de FranceTour    | 83   | 21   | 15   | –    | 4    | 38   | 33   | –    | 21   | –    | 30   |
| Vuelta a EspañaVuelta | –    | –    | 65   | 12   | –    | –    | –    | –    | 20   | –    |      |

| Monument                 | 2015 | 2016 | 2017 | 2018 | 2019 | 2020 | 2021 | 2022 | 2023 | 2024 | 2025 |
| ------------------------ | ---- | ---- | ---- | ---- | ---- | ---- | ---- | ---- | ---- | ---- | ---- |
| Mailand–Sanremo          | –    | –    | –    | –    | –    | –    | –    | –    | –    | –    | –    |
| Flandern-Rundfahrt       | –    | –    | –    | –    | –    | –    | –    | –    | –    | –    | –    |
| Paris–Roubaix            | –    | –    | –    | –    | –    | –    | –    | –    | –    | –    | –    |
| Lüttich–Bastogne–Lüttich | 87   | 71   | –    | –    | –    | –    | –    | –    | –    | –    | –    |
| Lombardei-Rundfahrt      | 84   | –    | 86   | 22   | 8    | –    | DNF  | –    | 59   | –    |      |